# Anja Mihr

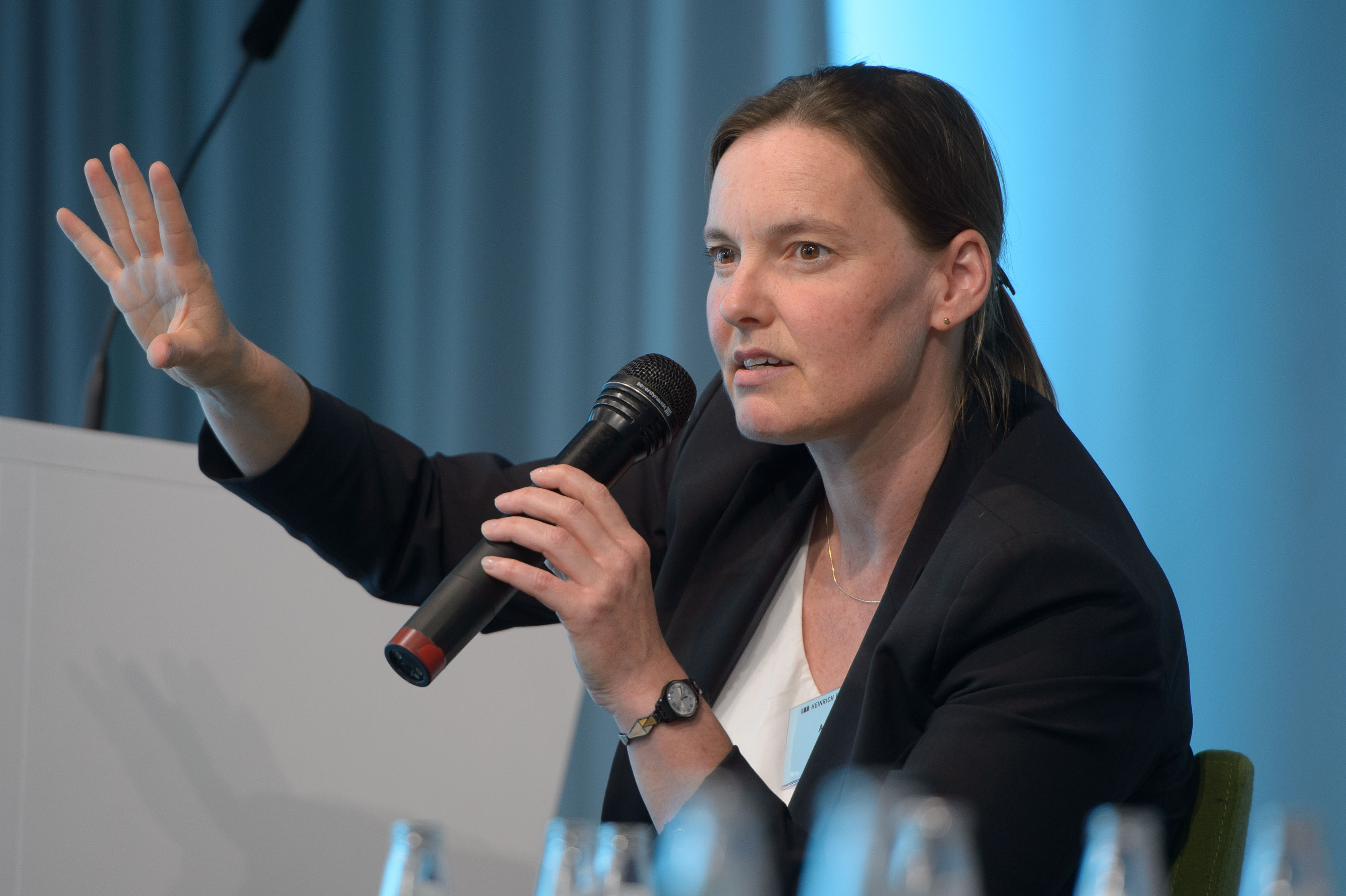
Anja Mihr

Anja Mihr (* 1969) ist eine deutsche Politikwissenschaftlerin und Menschenrechte Forscherin. Mihr war 2014 Mitgründerin und ist aktuell Leiterin des Humboldt-Viadrina Center on Governance through Human Rights an der Humboldt-Viadrina Governance Platform in Berlin.

## Werdegang
Mihr promovierte 2021 an der Freien Universität Berlin im Fach Politikwissenschaft zum Thema Amnesty International in der DDR. Sie war Mitglied in internationalen akademischen und NGO-Beratungsausschüssen für Menschenrechte. Von 2002 bis 2006 gehörte sie dem Vorstand von Amnesty International Deutschland an, davon zwei Jahre als dessen Vorsitzende. In der Deutschen Vereinigung für Politikwissenschaft (DVPW) ist sie im Arbeitskreis Menschenrechte tätig. Sie nahm an der Jahrestagung 2016 des Großen Konvents der Schader-Stiftung teil. Für den Arbeitskreis Menschenrechte der DVPW war sie Mitveranstalterin der Tagung Menschenrechte als geschichtspolitischer Topos? im Schader-Forum.
Mihr hatte von 2018 bis 2023 eine DAAD-Professur für Politik, Menschenrechte, Transformationsprozesse, Internationale Beziehungen und Übergangsjustiz an der OSZE-Akademie in Bischkek, Kirgisistan, inne. Sie wurde von 2018 bis 2023 zum Mitglied des Wissenschaftlichen Ausschusses der Agentur der Europäischen Union für Grundrechte (FRA) ernannt und erhielt 2023 den Internationalen Preis für Menschenrechte in der Hochschulbildung der ECCHR.
Mihr war Professorin für Public Policy an der Willy Brandt School of Public Policy an der Universität Erfurt in Deutschland und außerordentliche Professorin am Niederländischen Institut für Menschenrechte (SIM) an der Universität Utrecht in den Niederlanden. Sie war Leiterin der Abteilung Rechtsstaatlichkeit am The Hague Institute for Global Justice. Sie führte zudem eine Reihe von Projekten durch wie Gastprofessuren für Menschenrechte, etwa in Peking an der University Law School in China und im Minerva Center für Menschenrechte an der Hebräischen Universität in Jerusalem.
Ihre Forschungsschwerpunkte sind globale Menschenrechte und Transformationsprozesse, Internationale Beziehungen und Public Policy.

## Veröffentlichungen (Auswahl)
- Amnesty International in der DDR: der Einsatz für Menschenrechte im Visier der Stasi, Forschungen zur DDR-Gesellschaft. Berlin, Ch. Links Verlag, 2002, ISBN 978-3-86153-263-7, S. 37.[8]
- Anja Mihr, Gert Pickel, Susanne Pickel: Handbuch Transitional Justice: Aufarbeitung von Unrecht – hin zur Rechtstaatlichkeit und Demokratie. Springer-Verlag,  2017, ISBN 978-3-658-02392-8.
- Die Auswirkungen der Politik und Kampagnen von Amnesty International während des Kalten Krieges – die Fallstudie der DDR, in: Wilco de Jonge, Brianne McGonigle-Leyh, Anja Mihr und Lars van Troost (Hrsg.), 50 Jahre Amnesty International, Reflexionen und Perspektiven, SIM Special 36, Universität Utrecht, 2011, S. 21–50.
- Adamantios Skordos: Transitional Justice in Griechenland. In: Anja Mihr, Gert Pickel, Susanne Pickel (Hrsg.): Handbuch Transitional Justice. Aufarbeitung von Unrecht – hin zur Rechtsstaatlichkeit und Demokratie. Springer Fachmedien, Wiesbaden 2018, ISBN 978-3-658-02391-1, S. 295–312.
- Die internationalen Bemühungen von Amnesty International im Fall Heinz Brandt. In: Internationale Wissenschaftliche Korrespondenz zur Geschichte der deutschen Arbeiterbewegung. 37, Berlin 2001, ISSN 0046-8428, S. 449–464.
- Frederic Oberson: OSCE Special Monitoring in Ukraine. In: Anja Mihr (Hrsg.): Between Peace and Conflict in the East and the West. Studies on Transformation and Development in the OSCE Region. Springer, Bischkek 2021, ISBN 978-3-03077488-2, S. 49.
- Franz J. Hutter, Anja Mihr, Carsten Tessmer: Menschen auf der Flucht. Leske + Budrich Verlag, 1999. ISBN 978-3810023902.
- Glocal Governance: How to Govern in the Anthropocene? (SpringerBriefs in Political Science). Springer 2022.